# Polyrhachis inconspicua
Polyrhachis inconspicua är en myrart som beskrevs av Carlo Emery 1887. Polyrhachis inconspicua ingår i släktet Polyrhachis och familjen myror. Inga underarter finns listade i Catalogue of Life.

## Bildgalleri

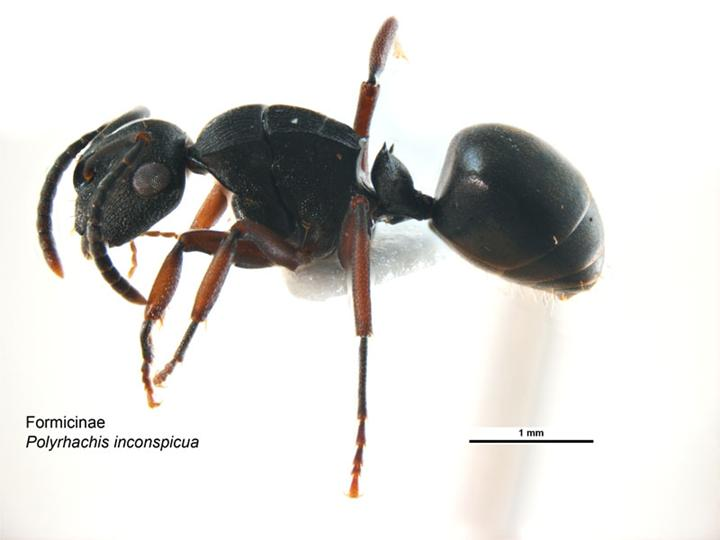